# Петрищево (Переславский район)
Петрищево — село в Рязанцевском сельском поселении Переславского района Ярославской области при речке Шахе, напротив впадения в неё Кисти.
На 1 января 2007 года в селе числилось 30 постоянных жителей .

## История
В 1498 году князь Иван Юрьевич Патрикеев завещал село сыну Ивану. В 1628—29 году Петрищево значится за переславцем Василием Максимовым Губаревым и Матвеем Зубовым. В 1678 году половина Петрищева записана за стольником Иваном Дмитриевым Зубовым, другая половина за Степаном Клементьевым Зубовым.
Церковь в селе Петрищеве появилась в 1627 году. В 1704 году при этой церкви была построена другая деревянная церковь во имя святого Николая Чудотворца.
В 1865 году вместо деревянных церквей построен каменный храм с такою же колокольнею. Престолов в нём два: в холодном во имя святого Николая Чудотворца, в приделе в честь Святой Живоначальной Троицы.

## Население
| 1859 | 1905 |
| ---- | ---- |
| 177  | 162  |

| 1859 | 1905 | 1926 | 2007 | 2010 |
| ---- | ---- | ---- | ---- | ---- |
| 177  | ↘162 | ↗244 | ↘30  | ↘29  |